# Chloorfluorkoolstofverbinding

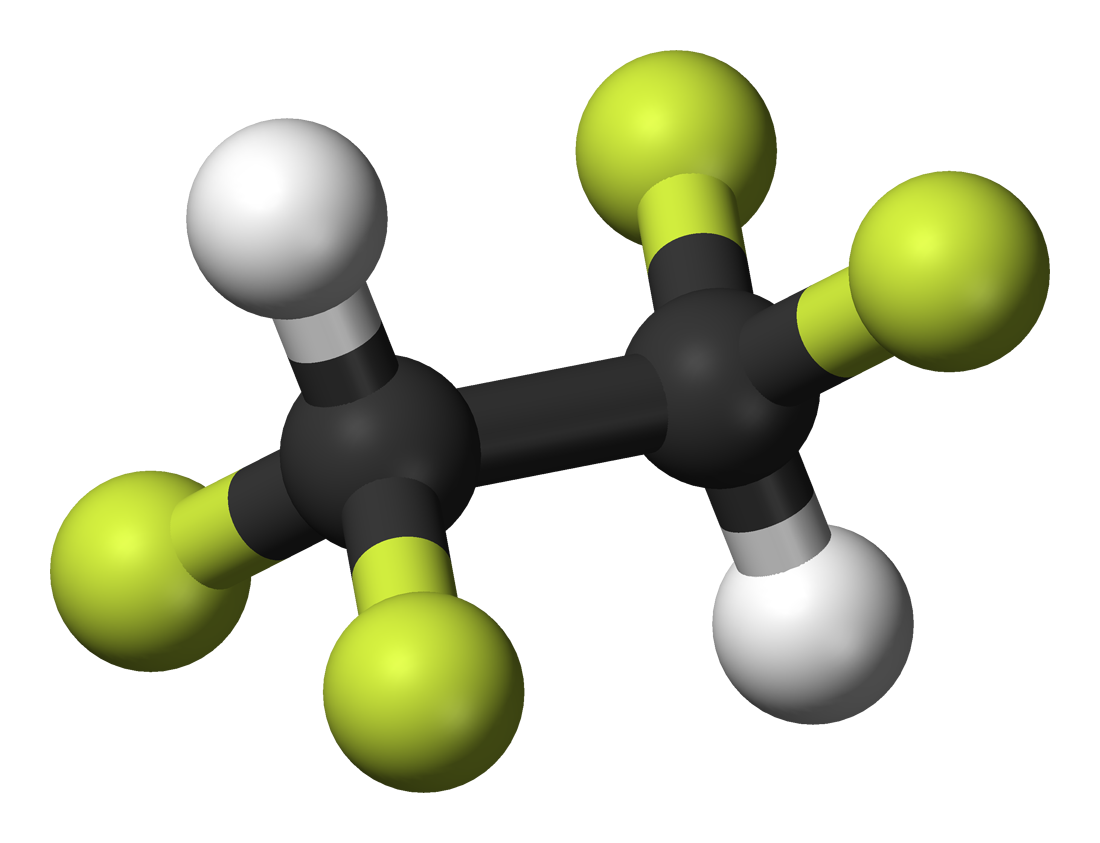
Molecuulmodel van 1,1,2,2-tetrafluorethaan (HFK-134), dat toepassing vindt als blaasmiddel voor de vorming van polyurethaanschuimen.

Chloorfluorkoolstofverbindingen (ook chloorfluorkoolwaterstoffen of cfk's) zijn koolwaterstoffen waarvan waterstofatomen zijn vervangen door chloor- en/of fluoratomen. Cfk's werden in de jaren na 1930 ontwikkeld door onder anderen Thomas Midgley en gebruikt als koudemiddel en als drijfgas voor spuitbussen. De bekendste groep cfk's zijn de freonen en soms worden alle chloorfluorkoolstofverbindingen wel als freon aangeduid.

## Aantasting van de ozonlaag
De chlooratomen in cfk's kunnen in de atmosfeer door invloed van ultraviolette straling als radicaal worden vrijgemaakt en dienen als katalysator voor de afbraak van ozon in de beschermende ozonlaag tot zuurstof, waardoor het ozongat ontstaat.
{\displaystyle {\ce {Cl . + O3 -> ClO . + O2}}}
Twee chloormonoxideradicalen zullen dan het stabielere chloorperoxide vormen:
{\displaystyle {\ce {2ClO . -> Cl2O2}}}
Vervolgens zorgt de uv-straling ervoor dat chloorperoxide weer uiteenvalt in vrije radicalen (een proces dat fotolyse genoemd wordt):
{\displaystyle {\ce {Cl2O2 + h \nu -> 2Cl . + O2}}}
Later ontwikkelde de industrie alternatieven voor deze stoffen. In hcfk's is een deel van de waterstofatomen niet vervangen door chloor, hierdoor wordt de levensduur in de atmosfeer belangrijk verkort; ze tasten de ozonlaag minder aan dan cfk's. In de jaren negentig werden de hfk's ontwikkeld. Hfk's tasten de ozonlaag niet aan. Ze dragen echter wel flink bij aan het versterkte broeikaseffect.
Van de stoffen die de ozonlaag aantasten, zijn cfk's en halonen de belangrijkste.

## Toepassing van cfk's
In de meeste gevallen worden cfk's, hcfk's en hfk's gebruikt als koudemiddel in koel-, vries- en airconditioninginstallaties (warmtepompen). Door adiabatische verdamping wordt een koud gas gevormd dat wordt gebruikt om een ruimte te koelen. In vriescellen kan de temperatuur daardoor tot onder de - 40 graden Celsius worden gebracht.
Naast de toepassing als koudemiddel passen fabrikanten de stoffen toe in schuimen, blusmiddelen, drijfgassen en reinigings-, oplos- en isolatiemiddelen. Cfk's kunnen zijn gebruikt als blaasmiddel in polyurethaanschuim (PUR-schuim), een isolatiemateriaal. Ook worden cfk's gebruikt in medische toepassingen. In piepschuim, glaswol en steenwol zitten geen cfk's, maar deze zijn wel schadelijk voor het milieu. Dit komt doordat ze zeer slecht verteerd kunnen worden.
De maximaal toegestane uitstoot van cfk's is geregeld in het Montreal Protocol uit 1987 met als eindstreven een absoluut verbod. Hoewel het protocol als uitstekend succes in het milieubeleid gezien wordt, wordt er sinds ongeveer 2012 weer een significante hoeveelheid van jaarlijks rond 13.000 ton cfk's uit een onbekende bron in Oost-Azië uitgestoten.

## Vermelding aanwezigheid cfk
Alleen op grote koelinstallaties (installaties van meer dan 500 watt) moet op grond van de Nederlandse Regeling lekdichtheid koelinstallaties in de gebruiksfase 2006 vermeld staan dat de installatie cfk's bevat. Bij kleinere koelinstallaties is dat niet verplicht. Wel staan de gassen die in koelapparatuur op het zogenaamde typeplaatje vermeld. Dit metalen plaatje staat op of bij de compressor (een toestel dat gassen samenperst). Bevat het isolatiemateriaal van een koelapparaat geen cfk's, dan staat dat meestal op het typeplaatje. Ontbreekt het typeplaatje, dan moet het apparaat worden behandeld als cfk-houdend. Sommige apparaten zijn cfk-arm. Tussen 1989 en 1993 is hiervoor op grote schaal reclame gemaakt, soms met stickers op het apparaat zelf. Cfk-arme apparaten bevatten echter wel cfk's.

## Oude koelkasten en airconditionings
De winkel waar iemand een nieuwe koelkast koopt, moet het oude exemplaar (gratis) innemen, althans in Nederland. De onderdelen worden hergebruikt of op milieuvriendelijke wijze verwerkt. Ter bekostiging van de verwerking betaalt iedereen bij aankoop van een nieuw apparaat een verwijderingsbijdrage boven op de aankoopprijs. Voor koelkasten is dit 17 euro (in 2003).
Tot en met 1995 zijn er auto's gebouwd met cfk-houdende airconditioners. Sinds 1 januari 2001 mogen cfk's echter niet meer gebruikt worden voor service- en onderhoudswerkzaamheden. Dat wil zeggen dat een dealer de airco niet meer mag bijvullen. Als de installatie lekdicht is en goed functioneert zijn er geen gevolgen. Een niet lekdichte installatie kan worden omgebouwd tot een hfk-installatie.

## Overzicht formules
Onderstaande tabel geeft een overzicht van een aantal commercieel belangrijke chloorfluorkoolstofverbindingen:
| Verkorte naam | Formule    | Volledige naam              |
| ------------- | ---------- | --------------------------- |
| CFC-12        | CCl2F2     | dichloordifluormethaan      |
| HCFC-22       | CHClF2     | chloordifluormethaan        |
| HFC-134       | CHF2-CHF2  | 1,1,2,2-tetrafluorethaan    |
| HFC-134a      | CH2F-CF3   | 1,1,1,2-tetrafluorethaan    |
| HFC-1225ye    | CHF=CF-CF3 | 1,2,3,3,3-pentafluorpropeen |

## Nummering van chloorfluorkoolstofverbindingen
Cfk's en hfk's worden aangeduid met een getal, dat verband houdt met het aantal atomen koolstof, waterstof, fluor en chloor in hun chemische structuur, volgens de volgende regel. Als voorbeeld nemen we HFC-134:
- tel eerst 90 op bij het getal (134 wordt dus 224);
- het getal van drie cijfers XYZ dat je zo bekomt geeft resp. het aantal koolstofatomen (X), waterstofatomen (Y) en fluoratomen (Z). In ons voorbeeld dus: 2 koolstofatomen, 2 waterstofatomen en 4 fluoratomen;
- het aantal chlooratomen wordt dan gegeven door de formule 2X - Y - Z + 2. In ons voorbeeld dus 4 - 2 - 4 + 2 = 0; de stof is een HFC.

Bijkomend geldt:
- als het getal vier cijfers telt, geeft het eerste cijfer het aantal dubbele bindingen aan.
- extra letters achter het getal duiden eventuele isomeren aan.